# Zhong Xuechun
Zhong Xuechun (chiń. 鐘雪純; ur. 18 stycznia 1994) – chińska zapaśniczka. Olimpijka z Rio de Janeiro 2016, gdzie zajęła piąte miejsce w kategoria 53 kg.
Piąta na mistrzostwach świata w 2015. Brązowa medalistka igrzysk azjatyckich w 2014. Zdobyła złoty medal na mistrzostwach Azji w 2014 i 2015. Trzecia w Pucharze Świata w 2014. Wicemistrzyni świata juniorów w 2012 roku.